# Caloptilia pentaplaca
Caloptilia pentaplaca är en fjärilsart som först beskrevs av Edward Meyrick 1911.  Caloptilia pentaplaca ingår i släktet Caloptilia och familjen styltmalar.
Artens utbredningsområde är:
- Namibia.
- Nigeria.
- Seychellerna.

Inga underarter finns listade i Catalogue of Life.